# Manfred Kaltz
Manfred Kaltz (ur. 6 stycznia 1953 w Ludwigshafen am Rhein) – niemiecki piłkarz, występował na pozycji obrońcy, w latach 1975–1983 reprezentant Niemiec w piłce nożnej. Złoty medalista mistrzostw Europy 1980, srebrny medalista mistrzostw świata 1982 oraz mistrzostw Europy 1976, uczestnik mistrzostw świata 1978. Długoletni zawodnik Hamburger SV.

## Kariera klubowa
Kaltz treningi rozpoczął w wieku 7 lat w klubie VfL Neuhofen. W 1968 przeszedł do juniorów TuS Altrip, a w 1970 trafił do juniorskiej ekipy Hamburgera SV. W 1971 został włączony do jego pierwszej drużyny, grającej w Bundeslidze. W tych rozgrywkach zadebiutował 21 sierpnia 1971 w zremisowanym 1:1 meczu z Borussią Dortmund. 2 października 1971 w wygranym 4:0 pojedynku z 1. FC Kaiserslautern strzelił pierwszego gola w Bundeslidze. Barwy Hamburgera reprezentował przez 18 lat. W tym czasie zdobył z klubem Puchar Mistrzów (1983), Puchar Zdobywców Pucharów (1977), 3 mistrzostwa RFN (1979, 1982, 1983), 5 wicemistrzostw RFN (1976, 1980, 1981, 1984, 1987) i 2 Puchary RFN (1976, 1987). Wystąpił z nim także w finale Pucharu UEFA (1982) i Pucharu Mistrzów (1980), jednak w obu przypadkach Hamburger przegrywał swoje mecze.
Latem 1989 Kaltz odszedł do francuskiego Girondins Bordeaux. Grał tam przez kilka miesięcy, a w listopadzie 1989 trafił innego francuskiego zespołu, FC Mulhouse. W 1990 ponownie został graczem Hamburgera SV. W 1991 zakończył karierę. Z 581 meczami zajmuje drugie miejsce pod względem występów w Bundeslidze (za Karlem-Heinzem Körbelem – 602 mecze).

## Kariera reprezentacyjna
W latach 1972–1973 Kaltz rozegrał 2 spotkania w reprezentacji RFN U-23. W seniorskiej kadrze RFN zadebiutował 3 września 1975 w meczu z Austrią.
W 1976 znalazł się w kadrze na mistrzostwa Europy. Nie zagrał jednak na nich ani razu, a zespół RFN zajął drugie miejsce w turnieju. 8 października 1977 w wygranym 2:1 pojedynku z Włochami strzelił pierwszego gola w drużynie narodowej.
W 1978 został powołany do kadry na mistrzostwa świata. Wystąpił na nich w spotkaniach z Polską (0:0), Meksykiem (6:0), Tunezją (0:0), Włochami (0:0), Holandią (2:2) i Austrią (2:3). Tamten mundial RFN zakończył na drugiej rundzie.
W 1980 ponownie wziął udział w mistrzostwach Europy. Zaliczył tam pojedynki z Czechosłowacją (0:0), Holandią (3:2), Grecją (0:0) i Francją (2:1). W meczu z Francją zdobył także bramkę. Kadra RFN wygrała ten turniej i zdobyła Mistrzostwo Europy.
W 1982 po raz drugi był uczestnikiem mistrzostw świata. Zagrał na nich w spotkaniach z Algierią (1:2), Chile (4:1), Austrią (1:0), Anglią (0:0), Hiszpanią (2:1), Francją (3:3, 5:4 w rzutach karnych) oraz w finale z Włochami (1:3). Reprezentacja RFN zakończyła tamten mundial na drugim miejscu.
W latach 1975–1983 w drużynie narodowej Kaltz rozegrał w sumie 69 spotkań i zdobył 8 bramek.

## Rekordy
- Najwięcej zwycięstw w historii Bundesligi w barwach Hamburgera SV: 291 zwycięstw[2]

Nieaktualne
- Najwięcej zwycięstw w historii Bundesligi w barwach jednego klubu: 291 zwycięstw (Hamburger SV)[a][2]